# Ala quinquagenaria
El ala quingenaria era una unidad de caballería auxiliar del ejército romano en tiempos del Imperio romano. Fue creada para intentar solventar la debilidad en caballería que tenían las Legiones, formando unidades regulares de jinetes.

## Características y organización

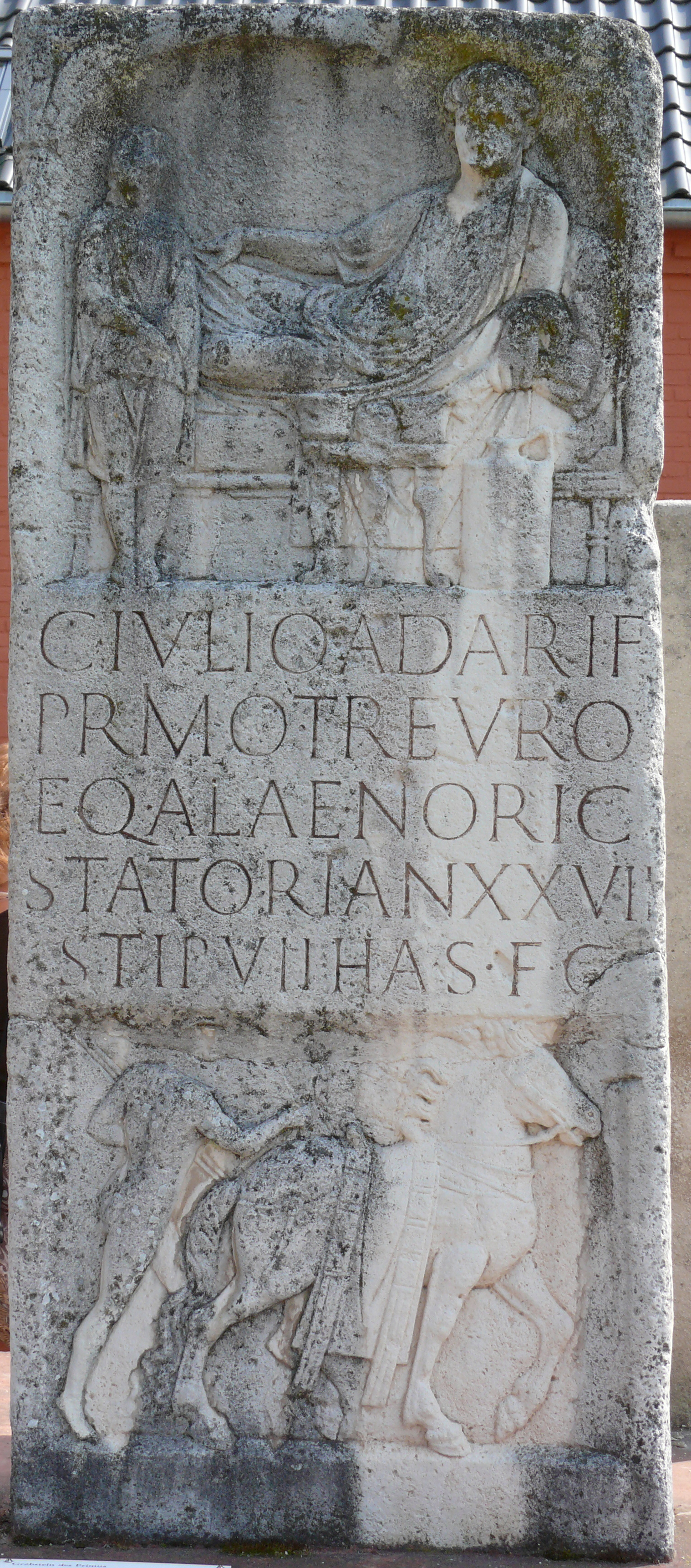
Estela de Cayo Julio Primo, jinete del Ala Noricorum, en la que aparece arriba tumbado sobre un triclinio y abajo como un héroe a punto de montar sobre su caballo.

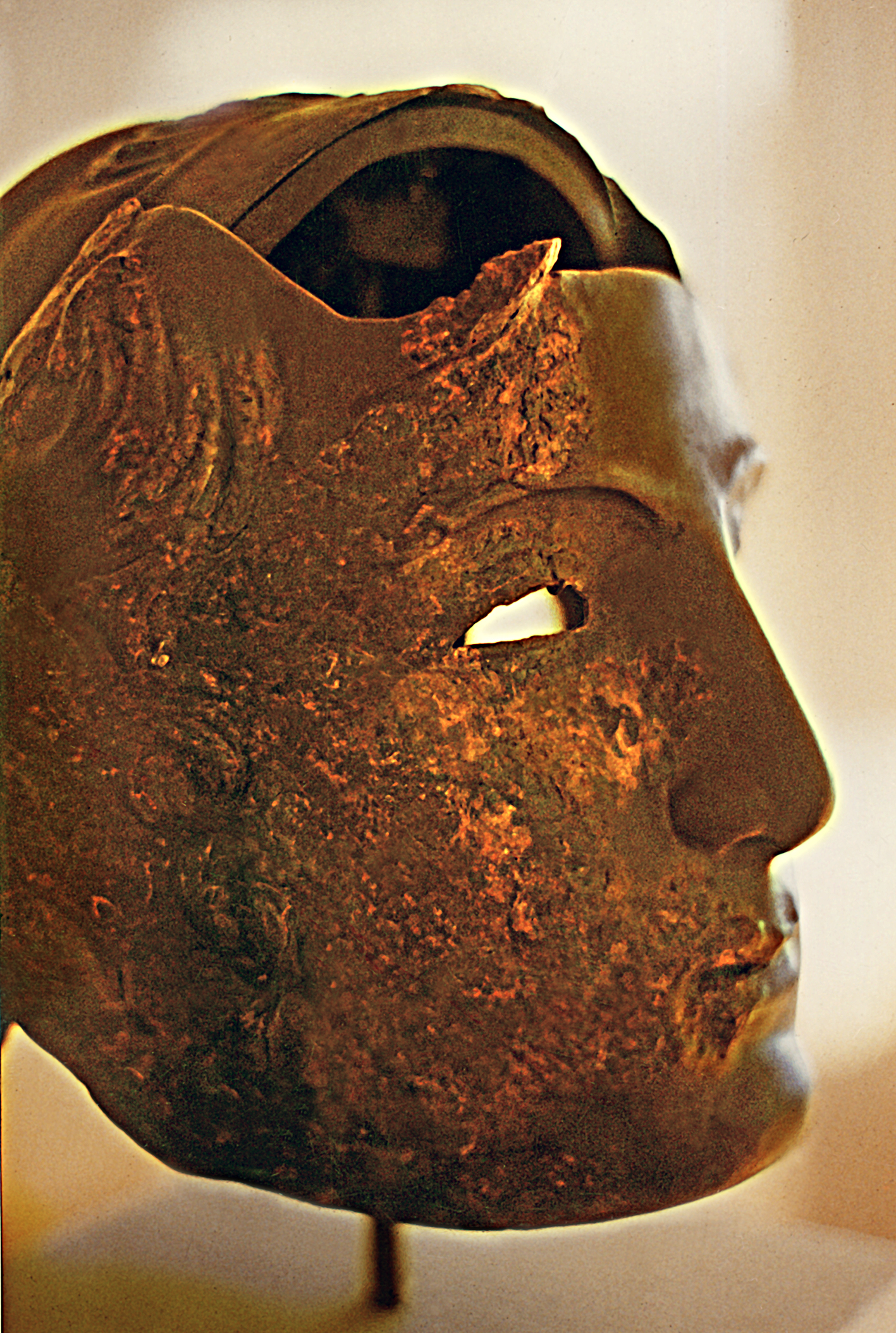
Yelmo de parada procedente del castellum Aalen (Alemania); su forma es la de una estatua de bronce de un dios, denominada de tipo alejandrino por Alejandro Magno, cuyo dominio en el uso de la caballería en batalla fue un ejemplo para los generales romanos.

Las alae se reclutaban de entre las personas no ciudadanas del Imperio -peregrini-, particularmente entre los pueblos menos romanizados del Imperio, como tracios, astures, mauros o panonios, y que tenían especiales habilidades en el arte de la equitación.
Estaba formada por 512 hombres divididos en 16 turmae de 30 jinetes, al mando cada una de ellas de un decurio, asistido por un duplicarius, un tesserarius y un optio.
El ala tenía su propio portaestandarte, el vexillarius, que llevaba una bandera con el nombre del ala, llamada vexillum.
En un principio estaban bajo el mando de un comandante sin ciudadanía romana del pueblo al que perteneciera la unidad, pero tras el siglo I pasaron a ser dirigidas por un praefectus alae proveniente del ordo equester, quien cumplia con elllo su tertia militia..
A comienzos del Imperio, las alae estaban adscritas a una legión, pero a lo largo del siglo I fueron asentadas en campamentos independientes -castellum alae- en los diferentes limites del territorio romano. Estos campamentos, de forma rectangular y de entre 1,9 y 2,5 ha de superficie, tenían en su centro los principia o cuartel general, donde se custodiaban los emblemas de la unidad y la caja común, y a partir de ahí se encontraban el pretorium o residencia del Prefecto del Ala, los horrea o almacenes, los barracones, mixtos con establos, y algunos establos independientes y, a veces, un valetudinarium u hospital.
A continuación de los edificios estaba el intervallum, y después el vallum o muralla, precedido por un foso sencillo o doble, con cuatro puertas, de las cuales las portae principalis solían ser de doble vano.
En el exterior, solía existir una instalación termal y un terreno despejado amplio para el entrenamiento. Cerca de cada castellum había normalmente un establecimiento civil o cannabae, y más lejos, los prata o terrenos en los que hacer pastar a los caballos, que comprendían unos tres animales por jinete, a los que había que sumar algunas mulas por cada turma.
A partir de finales de la época Flavia, se crearon algunas unidades Alae Milliriae o alas miliarias, formadas por 24 turmas de caballería, con 720 jinetes, y eran dirigidas también por un praefectus alae, pero  que en este caso desempeñaba una quarta militia.

## Lista dealae quingenaria
- Ala Afrorum
- Ala II Ulpia Afrorum
- Ala Allactica
- Ala Antoniniana
- Ala Apriana
- Ala I Asturum
- Ala II Asturum
- Ala III Asturum civium romanorum
- Ala Atectorum
- Ala Augusta
- Ala Augusta ob virtutem appellat
- Ala II Ulpia Auriana
- Ala Batavorum
- Ala I Batavorum miliaria
- Ala I Bosporanum

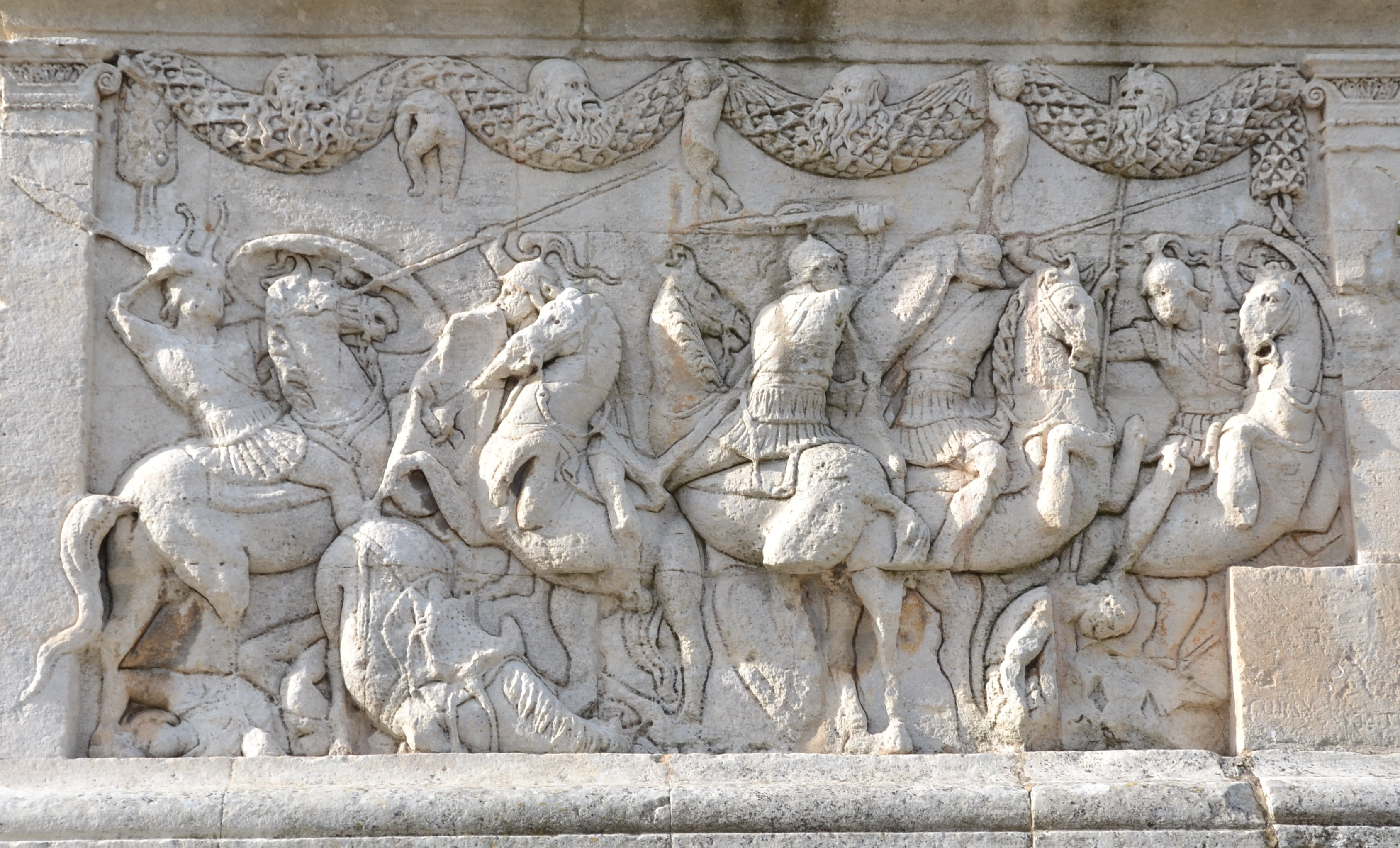
Relieve del Mausoleo de Glanum en Francia en el que se representa la caza del jabalí de Calidón por jinetes equipados como la caballería auxiliar romana de principios del Imperio.

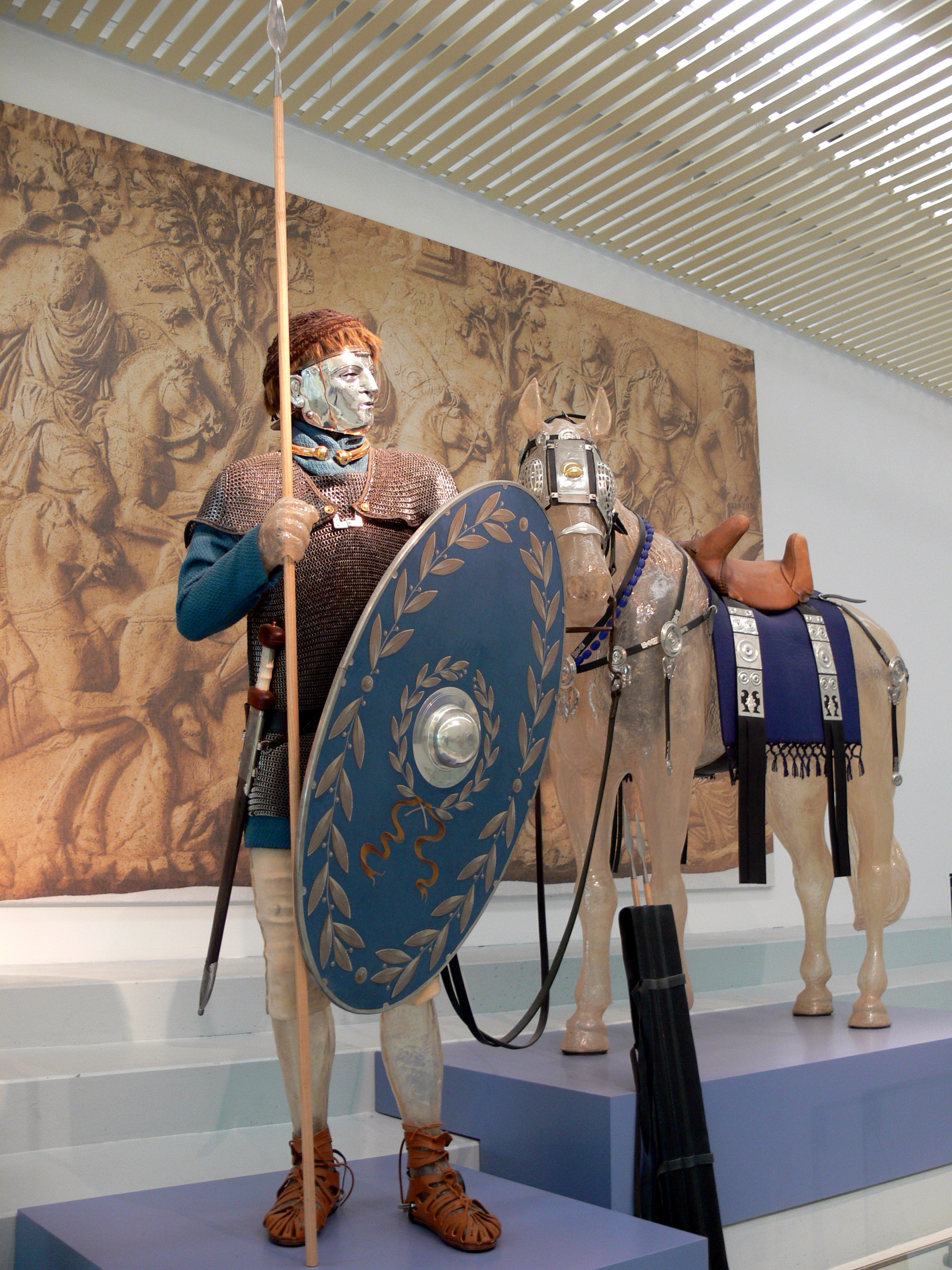
Reconstrucción de un jinete romano del en uniforme de parada en el Museuo Het Valkhof de Nimega (Países Bajos).

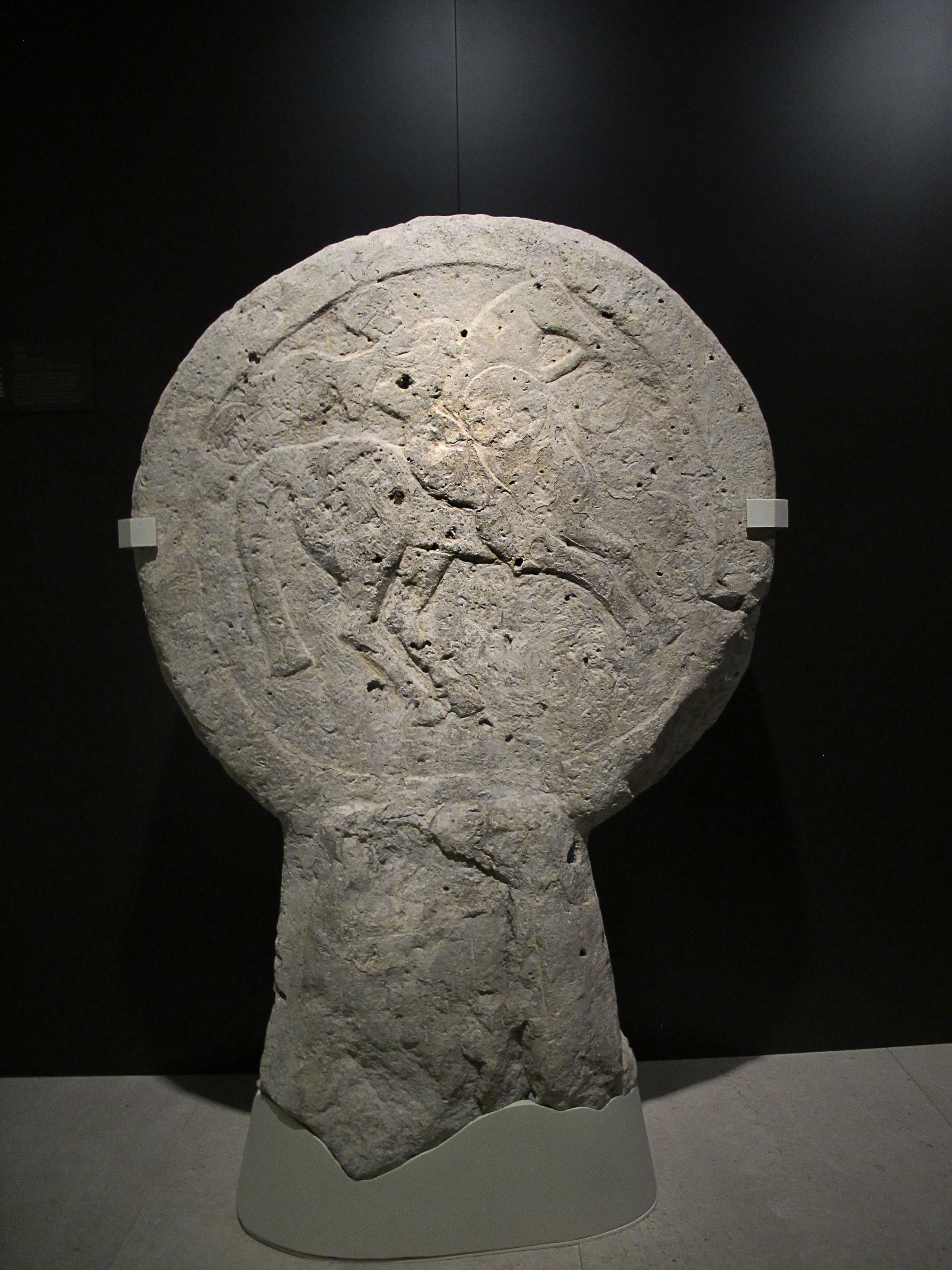
Estela funeraria discoidea procedente de Clunia (Coruña del Conde, Burgos, España) datada en el, en la que se retrata a un jinete que porta lanza y caetra, típico de la caballería auxiliar romana.

- Ala I Flavia Augusta Britannica miliaria civum Romanorum bis torquata ob virtutem
- Ala I Cannenefatium civium Romanorum
- Ala celerum
- Ala I civium Romanorum
- Ala Classiana civium Romanorum
- Ala Claudia nova
- Ala Commagenorum
- Ala I Ulpia contariorum civium Romanorum
- Ala I Ulpia Dacorum
- Ala I Vespasiana Dardanorum
- Ala Valeria Drumedariorum
- Ala Fida Vindex
- Ala Flavia
- Ala II Flavia Agrippiana
- Ala I Flavia Gemellina
- Ala I Flavia gemina
- Ala II Flavia pia felix miliaria
- Ala I Flavia Singularium civium Romanorum pia felix
- Ala Gaetulorum veterana
- Ala I Flavia Gaetulorum
- Ala I Gallorum et Bosporanorum
- Ala I Claudia Gallorum
- Ala veterana Gallorum
- Ala I Flavia Gallorum Tauriana
- Ala Gallorum Flaviana
- Ala Gallorum Indiana
- Ala I Gallorum et Pannoniorum catafractaria
- Ala Augusta Gallorum Petriana
- Ala Gallorum Picentiana
- Ala Augusta Gallorum Proculeiana civium Romanorum
- Ala Gallorum Sebosiana
- Ala II Gallorum Sebosiana
- Ala Gallorum et Thracum Classiana civium Romanorum
- Ala I Augusta Gemina colonorum
- Ala Augusta Germanica
- Ala I Herculaea
- Ala I Hispanorum
- Ala II Hispanorum
- Ala II Flavia Hispanorum civium romanorum
- Ala I Hispanorum Arevacorum
- Ala II Hispanorum et Arevacorum
- Ala I Hispanorum Asturum
- Ala I Hispanorum Auriana
- Ala I Hispanorum Campagonum
- Ala Hispanorum Vettonum
- Ala Hispanorum Vettonum civium Romanarum
- Ala I Illyricorum
- Ala I Augusta Ituraeorum
- Ala I Lemavorum
- Ala Longiana
- Ala Mauretana Tibiscensium
- Ala II Nerviana Augusta fidelis militaria
- Ala Nerviorum
- Ala Noricorum
- Ala nova firma miliaria catafractaria
- Ala Numidica
- Ala Pannoniorum
- Ala I Pannoniorum
- Ala II Pannnoniorum
- Ala Flavia Pannoniorum
- Ala I Pannoniorum Sabiniana
- Ala I Pannoniorum Tampiana Victrix
- Ala Parthorum
- Ala I Augusta Parthorum
- Ala Patrui
- Ala Phrygum
- Ala Picentiana
- Ala exploratorum Pomariensium
- Ala Pomponiana
- Ala I Praetoria civium Romanorum
- Ala Rusonis
- Ala Sabiniana
- Ala I Sarmatarum
- Ala Scubulorum
- Ala Sebastenorum Gemina
- Ala Augusta Sebosiana
- Ala Siliana torquata civium Romanorum
- Ala I Ulpia Singularium
- Ala Sulpicia civium Romanorum
- Ala I Ulpia Syriaca
- Ala Tautorum victrix civium Romanarum
- Ala I Thracum
- Ala III Thracum
- Ala I Augusta Thracum
- Ala II Augusta Thracum pia felix
- Ala III Augusta Thracum sagittariorum
- Ala Thracum Herculania
- Ala Thracum Mauretana
- Ala I Thracum veteranorum sagittariorum civium Romanorum
- Ala I Thracum victrix
- Ala Treverorum
- Ala I Tungrorum
- Ala I Tungrorum Frontaniana
- Ala Vallensium
- Ala Augusta Vocontiorum